# Маковци
Маковци (хрв. Makovci, итал. Macovzi) су насељено мјесто у општини Грожњан, Истарска жупанија, Хрватска.

## Историја
До територијалне реорганизације у Хрватској били су у саставу старе општине Бује.

## Становништво
У попису становништва из 2011. године, Маковци су имали 107 становника.
| Број становника према пописима | Број становника према пописима | Број становника према пописима | Број становника према пописима | Број становника према пописима | Број становника према пописима | Број становника према пописима | Број становника према пописима | Број становника према пописима | Број становника према пописима | Број становника према пописима | Број становника према пописима | Број становника према пописима | Број становника према пописима | Број становника према пописима | Број становника према пописима |
| ------------------------------ | ------------------------------ | ------------------------------ | ------------------------------ | ------------------------------ | ------------------------------ | ------------------------------ | ------------------------------ | ------------------------------ | ------------------------------ | ------------------------------ | ------------------------------ | ------------------------------ | ------------------------------ | ------------------------------ | ------------------------------ |
| 1857                           | 1869                           | 1880                           | 1890                           | 1900                           | 1910                           | 1921                           | 1931                           | 1948                           | 1953                           | 1961                           | 1971                           | 1981                           | 1991                           | 2001                           | 2011                           |
| 0                              | 0                              | 103                            | 95                             | 113                            | 145                            | 0                              | 0                              | 163                            | 120                            | 83                             | 64                             | 58                             | 50                             | 100                            | 107                            |

Напомена: Године 1857, 1869, 1921. и 1931. године подаци су садржани у насељу Завршје. Исказује се као насеље од 1953. године.